# 18493 Demoleon
18493 Demoleon este o planetă minoră (asteroid), cu un diametru de 33,474 km, din Asteroid troian al lui Jupiter. A fost descoperită pe 17 aprilie 1996 la Observatorul European Austral de Eric Walter Elst și a fost numită după Demoleon⁠(d). 
Obiectul prezintă o orbită caracterizată de o semiaxă mare de 5,2978513 UAi, o excentricitate de 0,091, o înclinație de 17,19811 ° în raport cu ecliptica.